# New Windsor (condado de Orange)
New Windsor es un lugar designado por el censo ubicado en el condado de Orange en el estado estadounidense de Nueva York. En el año 2000 tenía una población de 9,077 habitantes y una densidad poblacional de 932 personas por km². New Windsor se encuentra ubicada dentro del pueblo de New Windsor.

## Geografía
New Windsor se encuentra ubicada en las coordenadas 41°29′15″N 74°01′08″O / 41.48750, -74.01889. Según la Oficina del Censo, la ciudad tiene un área total de 9,8 km² (3,8 mi²), de la cual 9,7 km² (3,7 mi²) es tierra y 0,1 km² (0 mi²) (1.05%) es agua.

## Demografía
Según la Oficina del Censo en 2000 los ingresos medios por hogar en la localidad eran de $50,316, y los ingresos medios por familia eran $62,439. Los hombres tenían unos ingresos medios de $45,750 frente a los $30,156 para las mujeres. La renta per cápita para la localidad era de $22,784. Alrededor del 3.4% de la población estaban por debajo del umbral de pobreza.